# Philipp Yung
Philipp Yung (* 1753 in Wien; † 11. Februar 1823 in Leipzig) war ein Gelehrter und ab 1817 Englisch-Lektor an der Universität Leipzig. Er gab eine Übersicht über jüdische Gelehrte aller Zeiten heraus.

## Leben
Yung stammte aus Wien und hielt sich in seinen Jugendjahren in England auf. Zusammen mit
George Hamilton-Gordon, 4. Earl of Aberdeen bereiste er Süddeutschland. Nach seiner Rückkehr gründete er in London eine Erziehungsanstalt.
1814 kam er nach Leipzig, wo er 1817 Englisch-Lektor an der Universität Leipzig wurde.

## Werke
- Philipp Yung: Alphabetische Liste aller gelehrten Juden und Jüdinnen, Patriarchen, Propheten und berühmten Rabbinen, vom Anfange der Welt bis auf unsere Zeiten, nebst einer kurzen Beschreibung ihres Lebens und ihrer Werke. Leipzig: Kollmann 1817 bzw. Hildesheim: Gerstenberg 1976 (reprografischer Nachdruck). ISBN 3-8067-0558-5.
- Lady Termagant or Strudel-Köpfchen. (Übersetzung der einaktigen Komödie von Theodor Hell.) Leipzig: J. F. Glück 1820.